# Pardosa lugubris
Pardosa lugubris là một loài nhện trong họ Lycosidae. Đây là một trong những loại nổi tiếng nhất của nhện sói. Nhện này được cũng tìm thấy ở Hà Lan. Loài nhện này thường có ngực màu nâu ánh sáng với một đường trung bình nhẹ. Bụng có mái tóc ánh sáng và chân có sọc.
Loài nhện này thường là không lớn hơn 1 cm.

## Hình ảnh

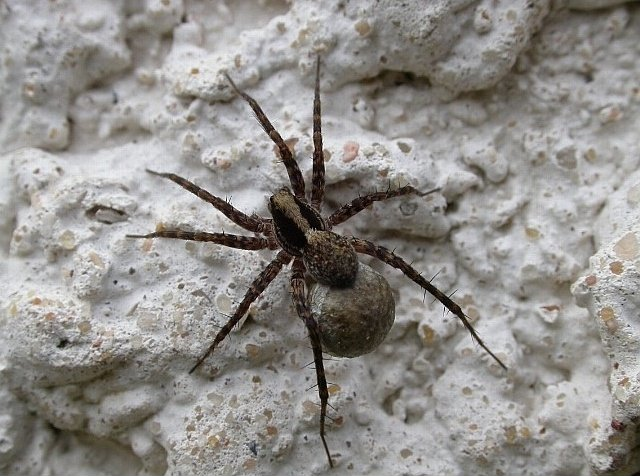
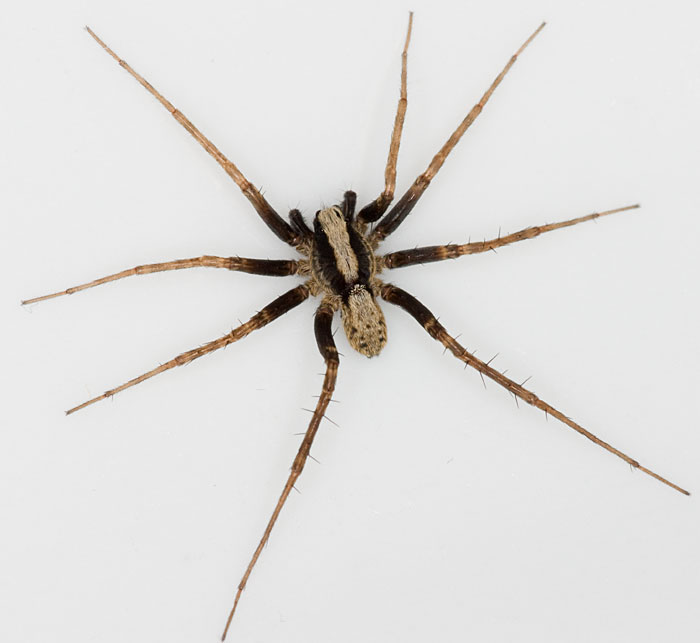
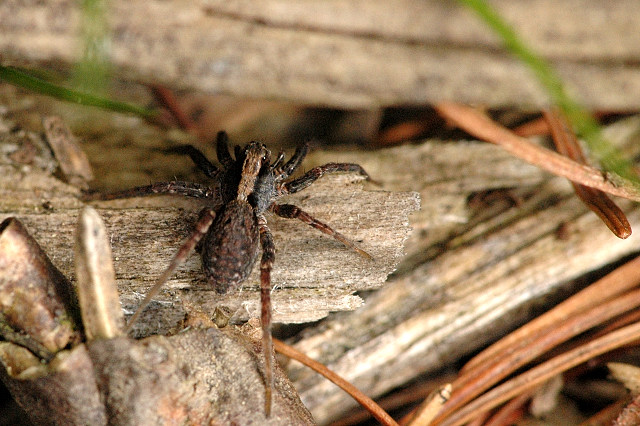
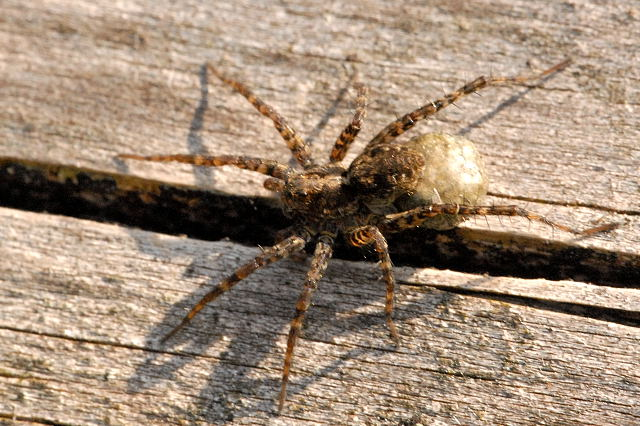